# 趙重顕
趙 重顕（チョ・ジュンヒョン、조중현、1895年3月1日 - 1951年）は、大韓民国の政治家。制憲韓国国会議員。

## 経歴
京畿道長湍郡出身。1928年、普成専門学校商科卒。鉱業と農業を営んだ後、1948年の初代総選挙で国会議員に当選した。議員在任中に革命愛国志士および遺族援護法の決定に関する委員会の設置に関する決議案を提出した。また、反民特委特別調査委員会調査委員も務めた。朝鮮戦争の際北朝鮮に拉致され、内外問題研究所が収集した情報によると、1951年夏、現地で発疹チフスに罹患し病院に搬送されたが再び姿を見せたことがないため、死去したと見られる。